# Mária Littomeritzky
Mária Littomeritzky   (Szeged, 12 de maig de 1927 - Budapest, 24 de desembre de 2017) fou una nedadora hongaresa, especialista en estil lliure i papallona, que va competir durant les dècades de 1940 i 1950.
Durant la seva carrera esportiva va prendre part en tres edicions dels Jocs Olímpics d'Estiu. El 1948, als Jocs de Londres, disputà dues proves del programa de natació. Fou cinquena en els 4x100 metres lliures, mentre en els 100 metres lliures quedà eliminada en sèries. Quatre anys més tard, als Jocs de Hèlsinki, guanyà la medalla d'or en els 4x100 metres lliures. Littomeritzky disputà les sèries, però no la final, on fou substituïda per Katalin Szőke. El 1956, als Jocs de Melbourne, va disputar dues proves del programa de natació. Fou quarta en els 100 metres papallona i setena en els 4x100 metres lliures.
En el seu palmarès també destaquen una medalla d'or en els 4x100 metres lliures i una de plata en els 100 metres papallona al Campionat d'Europa de natació de 1954, tot i que en els 4x100 metres lliures sols disputà les sèries, quatre medalles d'or i dues de plata a les Universíades i vint-i-tres campionats nacionals. Durant la seva carrera esportiva va establir els rècords del món en els 4x100 metres lliures i els 4x100 metres estils.
Després del naixement de la seva filla es va retirar el 1959. Durant la seva carrera esportiva va aprofitar per llicenciar-se en farmàcia a la Universitat de Szeged i va treballar a la farmàcia de l'Hospital MÁV. Combinà aquesta feina amb la l'entrenadora del BVSC i diversos càrrecs directius a l'Associació Hongaresa d'Educació Física i Esports.